# Mont Gabriel
Mont Gabriel är en kulle i Kanada.   Den ligger i provinsen Québec, i den sydöstra delen av landet, 130 km öster om huvudstaden Ottawa. Toppen på Mont Gabriel är 324 meter över havet.
Terrängen runt Mont Gabriel är kuperad åt nordost, men åt sydväst är den platt. Närmaste större samhälle är Saint-Jérôme, 19,6 km sydost om Mont Gabriel. 
I omgivningarna runt Mont Gabriel växer i huvudsak blandskog. Runt Mont Gabriel är det ganska tätbefolkat, med 100 invånare per kvadratkilometer.